# Samsuditana
Samsuditana va ser rei de Babilònia (cap als anys 1625-1595 aC). Fou el darrer rei de la dinastia d'Hammurabi, la Dinastia I de l'Imperi paleobabilònic.
Potser el 1594 aC el rei dels hitites Mursilis I, que sens dubte es va aliar amb els cassites de Khana que controlaven el pas de l'Eufrates cap a Mesopotàmia, va atacar Babilònia. Mursilis acabava de conquerir el regne de Iamkhad i la ciutat d'Alep, i els hurrites ja no eren un problema pels hitites. És possible que per la conquesta del territori sirià ja tingués una aliança establerta amb els cassites.
Mursilis va saquejar la ciutat de Babilònia, va incendiar el temple d'Esagila i es va emportar les estàtues dels déus Marduk i la seva dona Zerpanitum a Hattusa, junt amb totes les riqueses que van trobar. Va esclavitzar els seus habitants. Segurament es va produir alguna mena de terror religiós en la conquesta de la ciutat, ja que un text hitita, molt mal conservat, parla de que "vam fer emmalaltir els déus quan ens vam emportar les riqueses de Babilònia...".
Els hitites es van retirar, ja que no tenien intenció de quedar-se en un lloc tan allunyat del seu territori, i els sobirans locals van tornar a governar Babilònia, sense cap interferència de les regions veïnes. El govern de la ciutat va ser disputat entre els cassites i la dinastia del País de la Mar, que en un primer moment sembla que la van dominar temporalment per acabar finalment en mans dels cassites.